# جویس کارول اوتس
جویس کارول اوتس (انگلیسی: Joyce Carol Oates؛ زادهٔ ۱۶ ژوئن ۱۹۳۸) یک نمایش‌نامه‌نویس، شاعر، پدیدآور، و رمان‌نویس اهل ایالات متحده آمریکا است.

## کتابشناسی
- عاشقانه، تاریک، عمیق[۱]
- آب سیاه

## جوایز
وی برنده جوایزی همچون کمک هزینه گوگنهایم شده‌است؛ و در سال ۱۹۶۷و ۱۹۷۳ برنده جایزه او. هنری گردید.